# Râul Blahnița, Dunăre
Râul Blahnița este un curs de apă, afluent al Dunării. 